# Augustin Pyrame de Candolle
Augustin Pyrame de Candolle (Ginebra, Suiza, 4 de febrero de 1778-9 de septiembre de 1841) fue un botánico (especializado en briología y pteridología) y micólogo suizo, conocido por ser uno de los fundadores con Linneo de la sistemática taxonómica moderna para clasificar las plantas.

## Biografía
De familia provenzal, exiliada de Francia por sus convicciones calvinistas durante el siglo XVI, de Candolle estudió medicina en París. Durante sus estudios, y bajo la dirección de René Desfontaines se inició en la botánica, a la que se aficionó inmensamente. Se dedicó a ella con tal ahínco que solo tres años más tarde, en 1799, publicó su Histoire Plantarum Succulentarum ("Historia de las plantas suculentas") y en 1802 una Astragalogía. 
En 1804 se doctoró en medicina, con una tesis sobre las propiedades medicinales de las plantas; su creciente renombre le valió el encargo de Lamarck de ocuparse de la reedición de su Flore française, un trabajo que le ocuparía hasta 1815 (Flore Francaise, ou Descriptions Succinctes de Toutes les Plantes qui Croissent Naturellement en France..., cuatro tomos con 5 vols. en 1805 y el tomo 5, vol. 6, en 1815).
En 1807 fue nombrado catedrático de botánica en la Universidad de Montpellier como sucesor de Pierre Marie Auguste Broussonet. En 1813 resumió los principios teóricos de sus investigaciones anteriores en una Théorie élémentaire de la botanique y terminó acuñando el término "taxonomía" que deriva de dos palabras griegas: "Taxis" (ordenación, clasificación); y "Nomos" (tratado, conocimiento).
Tras la restauración de la monarquía francesa debió abandonar Francia, y regresó a su Ginebra natal, donde se fundó una cátedra de historia natural y un jardín botánico expresamente para él. En Ginebra contó con Karl Wilhelm von Nageli entre sus estudiantes.
Para esa época emprendió el titánico trabajo de describir todas las plantas conocidas; en 1824 pudo publicar la primera parte con el título de Regni vegetabilis systema naturale ("Sistema de la naturaleza del reino vegetal"), pero la obra le ocuparía hasta su muerte y tuvo que ser acabada por su hijo, Alphonse Pyrame de Candolle. En su versión final, el texto comprende más de 90 000 especies.

## Obra

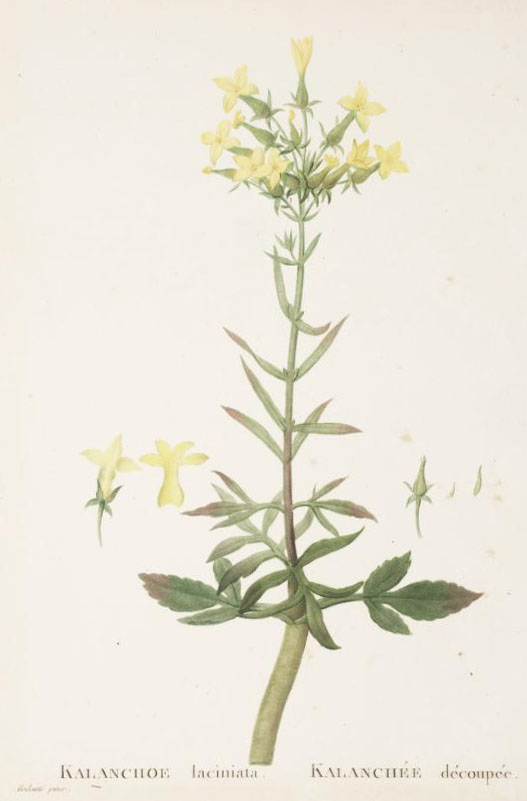
Ilustración de Kalanchoe laciniata en Plantarum Historia Succulentarum.

La clasificación ocupa para Candolle un lugar esencial en su concepción de la morfología, considerando a la anatomía comparada como el instrumento central para la clasificación, pues solo a su través podemos distinguir las semejanzas formales de las funcionales. Candolle enuncia, así, una de las primeras distinciones entre analogía y homología. A partir de las relaciones homológicas, Candolle fue un gran defensor de la existencia metafísica de un tipo del que podrían derivarse todas las formaciones vegetales.
En el mismo marco morfologista, Candolle desarrolló, paralelamente a Goethe, toda una teoría sobre la metamorfosis de las plantas.

## Honores

### Epónimos
- (Fabaceae) Candolleodendron R.S.Cowan[1]
- (Stylidiaceae) Candollea Labill.[2]

- La abreviatura «DC.» se emplea para indicar a Augustin Pyrame de Candolle como autoridad en la descripción y clasificación científica de los vegetales.[3]